# Шпаково (Кировоградская область)
Шпаково (укр. Шпакове) — село в Новомиргородской городской общине Новоукраинского района Кировоградской области Украины.
До 2020 года входило в Новомиргородский район
Население по переписи 2001 года составляло 366 человек. Почтовый индекс — 26022. Телефонный код — 05256. Код КОАТУУ — 3523880401.